# Суажу
Суажу (порт. Soajo)  —  район (фрегезия) в Португалии,  входит в округ Виана-ду-Каштелу. Является составной частью муниципалитета  Аркуш-ди-Валдевеш. По старому административному делению входил в провинцию Минью. Входит в экономико-статистический  субрегион Минью-Лима, который входит в Северный регион. Население составляет 1159 человек на 2001 год. Занимает площадь 58,59 км².
Покровителем района считается Мартин Турский (порт. São Martinho).

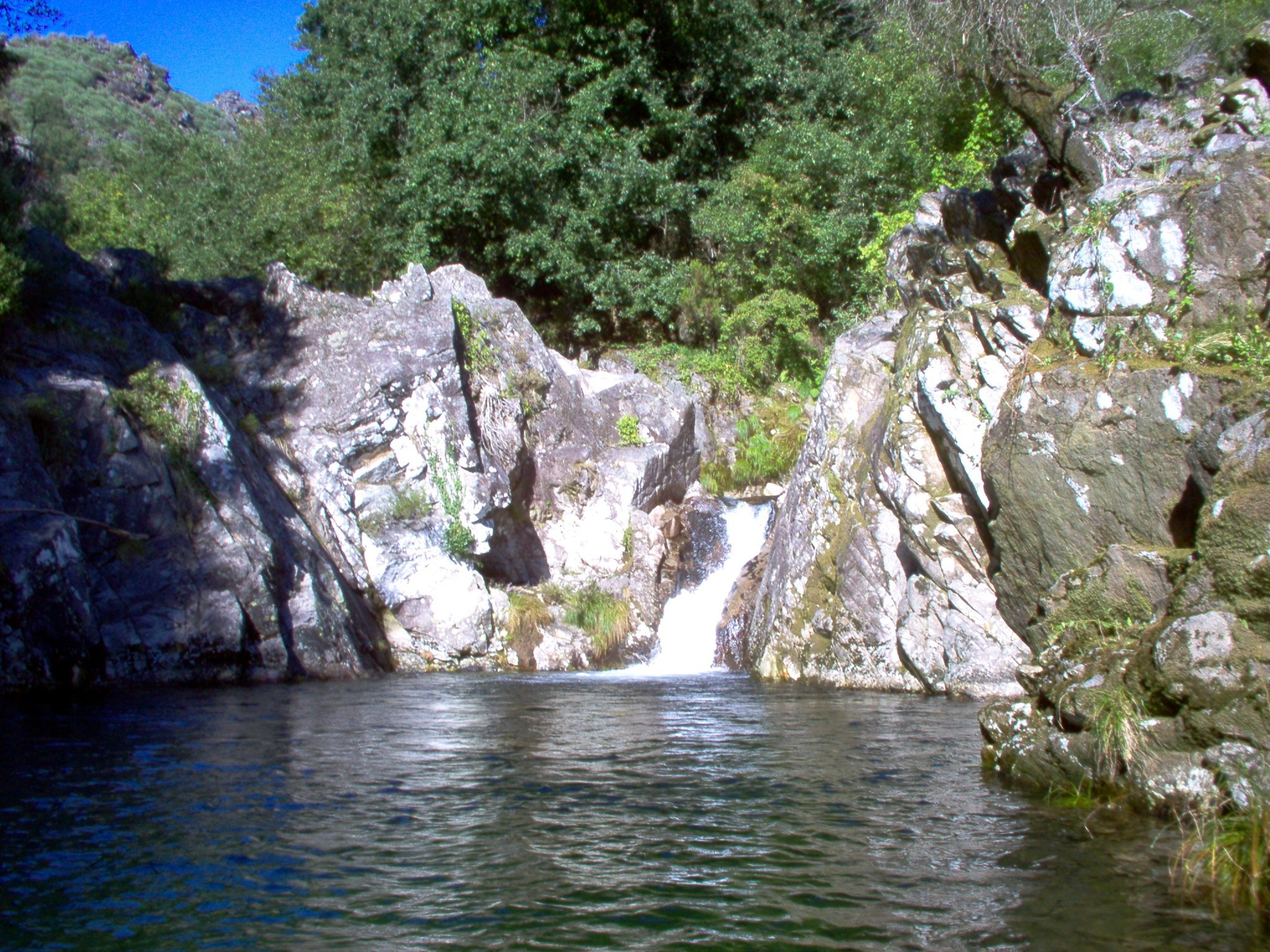